# Nati nel 1974/Novembre
| Questa pagina contiene informazioni ricavate automaticamente dalle voci biografiche con l'ausilio del template Bio e di un bot. L'aggiornamento è periodico e automatico e ricostruisce completamente la pagina. Se manca una persona in questa lista, sei pregato di non aggiungerla, ma accertati piuttosto che la sua voce biografica contenga il template Bio e che i dati anagrafici siano correttamente compilati. Se il template Bio manca, inseriscilo tu stesso o, in alternativa, metti l'avviso {{tmp\|Bio}} che ne segnala la mancanza. Se i dati riportati sono sbagliati, correggi direttamente la voce biografica; le modifiche saranno visibili in questa lista entro pochi giorni. Per chiarimenti vedi il progetto biografie. La lista contiene solo le 319 persone che sono citate nell'enciclopedia e per le quali è stato implementato correttamente il template Bio. Pagina aggiornata al 18 lug 2025. |

- 1º novembre - Alessandro Fabrizi, direttore d'orchestra italiano
- 1º novembre - Faisal bin Farhan Al Saud, diplomatico, politico e principe saudita
- 1º novembre - Karsh Kale, compositore e musicista statunitense
- 2 novembre - Barbara Chiappini, conduttrice televisiva, showgirl e attrice italiana
- 2 novembre - Lol Crawley, direttore della fotografia britannico
- 2 novembre - James Haydon, pilota motociclistico britannico
- 2 novembre - Nelly, rapper, cantante e attore statunitense
- 2 novembre - Zsófia Polgár, scacchista ungherese
- 2 novembre - Prodigy, rapper statunitense († 2017)
- 2 novembre - Santiago Salazar, ex calciatore peruviano
- 2 novembre - Ruslan Salej, hockeista su ghiaccio bielorusso († 2011)
- 3 novembre - Tariq Abdul-Wahad, ex cestista francese
- 3 novembre - Benedict Akwuegbu, ex calciatore nigeriano
- 3 novembre - Gabriele De Nard, mezzofondista e maratoneta italiano
- 3 novembre - Grzegorz Gwiazdowski, ex ciclista su strada polacco
- 3 novembre - Sonali Kulkarni, attrice indiana
- 3 novembre - Ágnes Osztolykán, politica e attivista ungherese
- 3 novembre - Guntis Rēķis, ex slittinista lettone
- 3 novembre - Véronique de la Cruz, modella francese
- 4 novembre - Kaws, artista, designer e pittore statunitense
- 4 novembre - Gastón Etlis, ex tennista argentino
- 4 novembre - Rosa Lappi-Seppälä, allenatrice di calcio, giocatrice di calcio a 5 e ex calciatrice finlandese
- 4 novembre - Jérôme Leroy, ex calciatore francese
- 4 novembre - Robert Meglič, ex saltatore con gli sci sloveno
- 4 novembre - Louise Redknapp, cantante e personaggio televisivo britannica
- 4 novembre - Victor Riley, giocatore di football americano statunitense († 2024)
- 4 novembre - Robbie Winters, ex calciatore scozzese
- 4 novembre - Cedric Bixler Zavala, cantante e musicista statunitense
- 5 novembre - Ryan Adams, cantautore e chitarrista statunitense
- 5 novembre - Ahmed Adel, ex calciatore emiratino
- 5 novembre - Wesley Bell, politico statunitense
- 5 novembre - Marcos Bernardi, ex giocatore di calcio a 5 brasiliano
- 5 novembre - Susana Chávez, poetessa e attivista messicana († 2011)
- 5 novembre - Angela Gossow, cantante tedesca
- 5 novembre - Kedra Holland-Corn, ex cestista statunitense
- 5 novembre - Dado Pršo, ex calciatore croato
- 5 novembre - Lorenzo Quadri, politico svizzero
- 5 novembre - Taine Randell, ex rugbista a 15 e dirigente d'azienda neozelandese
- 5 novembre - Jane Saville, ex marciatrice australiana
- 5 novembre - Jerry Stackhouse, ex cestista e allenatore di pallacanestro statunitense
- 5 novembre - Chris Sununu, politico statunitense
- 6 novembre - Marianna Balleggi, ex cestista italiana
- 6 novembre - Daniel Cordone, ex calciatore argentino
- 6 novembre - Enrico Macchiavello, animatore, artista e illustratore italiano
- 6 novembre - Paul Manning, ex pistard e ciclista su strada britannico
- 6 novembre - Zoe McLellan, attrice statunitense
- 6 novembre - Kamil Susko, ex calciatore slovacco
- 6 novembre - Krisztián Sárneczky, astronomo ungherese
- 6 novembre - Frank Vandenbroucke, ciclista su strada belga († 2009)
- 7 novembre - Cristiana Astori, scrittrice italiana
- 7 novembre - Gustavo Díaz, allenatore di calcio e ex calciatore uruguaiano
- 7 novembre - Juan Fernández Miranda, ex rugbista a 15 e allenatore di rugby a 15 argentino
- 7 novembre - Roberto Paolo Ferrari, politico italiano
- 7 novembre - Brigitte Foster-Hylton, ex ostacolista giamaicana
- 7 novembre - Christian Gómez, ex calciatore argentino
- 7 novembre - Andrea Loberto, allenatore di calcio italiano
- 7 novembre - Henry Mendez, cantante dominicano
- 7 novembre - Florencia Peña, attrice argentina
- 7 novembre - Carl Steven, attore statunitense († 2011)
- 7 novembre - Denis Zubko, allenatore di calcio e ex calciatore russo
- 8 novembre - Mutaz Abdulla, ex calciatore emiratino
- 8 novembre - Justin Bishop, rugbista a 15 e allenatore di rugby a 15 irlandese
- 8 novembre - Joshua Ferris, scrittore statunitense
- 8 novembre - Penelope Heyns, ex nuotatrice sudafricana
- 8 novembre - Anna Ippoliti, ex cestista italiana
- 8 novembre - Masashi Kishimoto, fumettista e character designer giapponese
- 8 novembre - Seishi Kishimoto, fumettista giapponese
- 8 novembre - Raymond Kvisvik, calciatore norvegese
- 8 novembre - Gian Maria Mossa, banchiere e dirigente d'azienda italiano
- 8 novembre - Matthew Rhys, attore britannico
- 8 novembre - Rachid Rokki, allenatore di calcio e ex calciatore marocchino
- 9 novembre - Alessandro Del Piero, ex calciatore italiano
- 9 novembre - Marcelo Elgarten, ex pallavolista brasiliano
- 9 novembre - Ian Hallard, attore inglese
- 9 novembre - Sven Hannawald, ex saltatore con gli sci tedesco
- 9 novembre - Frederik Hviid, ex nuotatore spagnolo
- 9 novembre - Joe C., rapper statunitense († 2000)
- 9 novembre - Ryō Kase, attore giapponese
- 9 novembre - Giovanna Mezzogiorno, attrice italiana
- 9 novembre - Tommaso Santi, regista e sceneggiatore italiano
- 9 novembre - Maki Tabata, ex pattinatrice di velocità su ghiaccio e ex pistard giapponese
- 9 novembre - Silje Wergeland, cantautrice norvegese
- 10 novembre - Alain Andji, ex astista ivoriano
- 10 novembre - Alisa Camplin, ex sciatrice freestyle australiana
- 10 novembre - Manuel Canabal, ex calciatore spagnolo
- 10 novembre - Christian Castellano, ex sciatore alpino italiano
- 10 novembre - Rodolfo Cavaliere, ex pallavolista e giocatore di beach volley italiano
- 10 novembre - Alexsander Freitas, attore pornografico brasiliano
- 10 novembre - Micah Hyde, ex calciatore giamaicano
- 10 novembre - Toshiki Koike, ex calciatore giapponese
- 10 novembre - Jürgen Künzel, pilota motociclistico tedesco
- 10 novembre - Attilio Pierro, politico italiano
- 10 novembre - Igor Sypniewski, calciatore polacco († 2022)
- 11 novembre - Patrizia Auer, ex sciatrice alpina italiana
- 11 novembre - Fabrizio Bernini, poeta e critico letterario italiano
- 11 novembre - Jon B., cantautore e paroliere statunitense
- 11 novembre - Gianluca Crisafi, doppiatore e direttore del doppiaggio italiano
- 11 novembre - Monica De La Cruz, politica statunitense
- 11 novembre - Leonardo DiCaprio, attore, sceneggiatore e produttore cinematografico statunitense
- 11 novembre - Jalal Harutyunyan, generale karabakho
- 11 novembre - Matze Knop, comico, conduttore radiofonico e cantante tedesco
- 11 novembre - Static Major, cantante statunitense († 2008)
- 11 novembre - Katherine Marsh, scrittrice statunitense
- 11 novembre - Walter Odede, ex calciatore keniota
- 11 novembre - Paola Pinna, politica italiana
- 11 novembre - Ricardo Soares, allenatore di calcio e ex calciatore portoghese
- 12 novembre - Lourdes Benedicto, attrice statunitense
- 12 novembre - Alessandro Birindelli, dirigente sportivo, allenatore di calcio e ex calciatore italiano
- 12 novembre - Matteo Cavagnini, cestista italiano
- 12 novembre - Manoel Felciano, attore statunitense
- 12 novembre - Mihona Fujii, fumettista giapponese
- 12 novembre - Pablo Guede, allenatore di calcio e ex calciatore argentino
- 12 novembre - Tamala Jones, attrice statunitense
- 12 novembre - Ralf Krewinkel, politico olandese
- 12 novembre - Tyrone Marshall, ex calciatore giamaicano
- 12 novembre - Mirko Müller, ex pattinatore artistico su ghiaccio tedesco
- 12 novembre - Kingsley Obiekwu, ex calciatore nigeriano
- 12 novembre - Emily de Riel, ex pentatleta statunitense
- 12 novembre - Daniele Vaschi, chitarrista, cantante e conduttore radiofonico italiano
- 13 novembre - Haitham Al-Shboul, ex calciatore giordano
- 13 novembre - Elena Botto, politica italiana
- 13 novembre - Kim Director, attrice statunitense
- 13 novembre - Emiliano Fittipaldi, giornalista, saggista e blogger italiano
- 13 novembre - Christian Giménez, procuratore sportivo e ex calciatore argentino
- 13 novembre - Carl Hoeft, ex rugbista a 15 e allenatore di rugby a 15 neozelandese
- 13 novembre - Graeme Murty, allenatore di calcio e ex calciatore scozzese
- 13 novembre - Joe Principe, bassista statunitense
- 13 novembre - Cyril Revillet, ex calciatore francese
- 13 novembre - Sergej Rjazanskij, cosmonauta russo
- 13 novembre - Jeva Vybornova, schermitrice ucraina
- 13 novembre - Indrek Zelinski, ex calciatore estone
- 14 novembre - Matt Cedeño, attore e ex modello statunitense
- 14 novembre - Tony Grant, allenatore di calcio e ex calciatore inglese
- 14 novembre - Geimano Guyon, ex calciatore tahitiano
- 14 novembre - Ashat Qadyrkulov, ex calciatore kazako
- 14 novembre - Olivier Macia, illusionista francese
- 14 novembre - Rodrigo Martínez, ex cestista e allenatore di pallacanestro argentino
- 14 novembre - André Luiz Moreira, ex calciatore brasiliano
- 14 novembre - David Moscow, attore e produttore cinematografico statunitense
- 14 novembre - Otto Ramírez, ex cestista dominicano
- 14 novembre - Alessandra Smerilli, economista e religiosa italiana
- 14 novembre - Anna Stera-Kustucz, ex biatleta polacca
- 14 novembre - Yvonne Weber, ex cestista tedesca
- 14 novembre - João Bosco de Freitas Chaves, allenatore di calcio e ex calciatore brasiliano
- 15 novembre - Aljaksej Ajdaraŭ, ex biatleta bielorusso
- 15 novembre - Cédric Burdet, ex pallamanista francese
- 15 novembre - Brent Cockbain, ex rugbista a 15 australiano
- 15 novembre - Sérgio Conceição, allenatore di calcio e ex calciatore portoghese
- 15 novembre - Alon De Loco, rapper, produttore discografico e ballerino israeliano
- 15 novembre - Attila Dragóner, ex calciatore ungherese
- 15 novembre - Walter Ferrazza, politico italiano
- 15 novembre - Giovanna Granieri, ex cestista italiana
- 15 novembre - Sanaa Hamri, regista marocchina
- 15 novembre - Putsoana Hwala, lesothiana
- 15 novembre - Chad Kroeger, cantautore, chitarrista e compositore canadese
- 15 novembre - Juha-Pekka Leppäluoto, musicista finlandese
- 15 novembre - Jiggy Manicad, giornalista e politico filippino
- 15 novembre - John O'Kane, ex calciatore inglese
- 15 novembre - Kathleen Rose Perkins, attrice statunitense
- 15 novembre - Song Lihui, dirigente sportivo, allenatore di calcio e ex calciatore cinese
- 15 novembre - Riccardo Zampagna, allenatore di calcio e ex calciatore italiano
- 15 novembre - Ingrida Šimonytė, economista e politica lituana
- 16 novembre - Abiodun Baruwa, ex calciatore nigeriano
- 16 novembre - Jatto Ceesay, ex calciatore gambiano
- 16 novembre - Brooke Elliott, attrice e cantante statunitense
- 16 novembre - Mustapha Hadji, ex calciatore marocchino
- 16 novembre - Kelsey Mann, regista, sceneggiatore e animatore statunitense
- 16 novembre - Maurizio Margaglio, ex danzatore su ghiaccio italiano
- 16 novembre - Renato Marotta, attore, regista e montatore italiano
- 16 novembre - Paul Scholes, dirigente sportivo, allenatore di calcio e ex calciatore inglese
- 16 novembre - Sunaho Tobe, disegnatrice e illustratrice giapponese
- 16 novembre - Monica Van Campen, attrice e modella spagnola
- 16 novembre - William Viali, allenatore di calcio e ex calciatore italiano
- 17 novembre - Eunice Barber, multiplista e lunghista sierraleonese
- 17 novembre - Leslie Bibb, attrice e modella statunitense
- 17 novembre - Robert Hicks, ex giocatore di football americano statunitense
- 17 novembre - Claudia Pandolfi, attrice italiana
- 17 novembre - Olly, cantante, paroliere e produttore discografico italiano
- 17 novembre - Berto Romero, umorista spagnolo
- 17 novembre - Francesco Rossi, ex calciatore italiano
- 17 novembre - Tetsuya Tsutsui, fumettista giapponese
- 17 novembre - Abbygale Arenas, modella filippina
- 18 novembre - Anne-Lise Bardet, ex canoista francese
- 18 novembre - Tricia Byrnes, ex snowboarder statunitense
- 18 novembre - Graham Coughlan, allenatore di calcio e ex calciatore irlandese
- 18 novembre - Alexander Feinestam, ex sciatore alpino e sciatore freestyle svedese
- 18 novembre - José Quitongo, allenatore di calcio e ex calciatore angolano
- 18 novembre - Chloë Sevigny, attrice e ex modella statunitense
- 18 novembre - Petter Solberg, pilota di rally norvegese
- 18 novembre - Max Tonetto, ex calciatore italiano
- 18 novembre - Luca Ungari, ex calciatore italiano
- 18 novembre - Foy Vance, cantautore e chitarrista britannico
- 18 novembre - Lia Olguța Vasilescu, politica rumena
- 19 novembre - Morten Bergeton Iversen, chitarrista norvegese
- 19 novembre - Buckshot, rapper statunitense
- 19 novembre - Filippo Crociati, ex giocatore di baseball italiano
- 19 novembre - Zoltán Farkas, ex sollevatore ungherese
- 19 novembre - Juli Fernández, ex calciatore andorrano
- 19 novembre - Jiří Novák, allenatore di pallavolo e ex pallavolista ceco
- 19 novembre - Martelinho, allenatore di calcio e ex calciatore portoghese
- 19 novembre - Raffaele Quattrone, sociologo italiano
- 19 novembre - Vitalij Reva, ex calciatore ucraino
- 19 novembre - Sandro Ricci, arbitro di calcio brasiliano
- 19 novembre - JaJa Richards, ex cestista americo-verginiano
- 19 novembre - Daisuke Saito, ex calciatore giapponese
- 19 novembre - Roberts Štelmahers, allenatore di pallacanestro e ex cestista lettone
- 20 novembre - Daniela Anschütz-Thoms, ex pattinatrice di velocità su ghiaccio tedesca
- 20 novembre - Enrico Brizzi, scrittore italiano
- 20 novembre - Keith Brooking, ex giocatore di football americano statunitense
- 20 novembre - Jason Faunt, attore e doppiatore statunitense
- 20 novembre - Ignacio Fernández Lobbe, ex rugbista a 15 e allenatore di rugby a 15 argentino
- 20 novembre - Florian David Fitz, attore, regista e sceneggiatore tedesco
- 20 novembre - Drew Ginn, ex canottiere e ex ciclista su strada australiano
- 20 novembre - Claudio Husaín, ex calciatore argentino
- 20 novembre - Jon Knudsen, ex calciatore norvegese
- 20 novembre - Tra Thomas, ex giocatore di football americano statunitense
- 21 novembre - Stefania Auci, scrittrice italiana
- 21 novembre - Leonard Bundu, ex pugile sierraleonese
- 21 novembre - Carlos Estigarribia, ex calciatore paraguaiano
- 21 novembre - Kevin Jobity, ex cestista canadese
- 21 novembre - Masanobu Matsunami, allenatore di calcio e ex calciatore giapponese
- 21 novembre - Jonáš Jozef Maxim, arcivescovo cattolico slovacco
- 21 novembre - André Schulze, ex ciclista su strada e dirigente sportivo tedesco
- 22 novembre - Meike Babel, ex tennista tedesca
- 22 novembre - Edward Gardner, direttore d'orchestra britannico
- 22 novembre - Xaver Hoffmann, ex snowboarder tedesco
- 22 novembre - Leila de Souza Sobral, ex cestista brasiliana
- 22 novembre - Eugenio Migliore, maestro di scherma italiano
- 22 novembre - Radek Mynář, calciatore ceco
- 22 novembre - Joe Nathan, giocatore di baseball statunitense
- 22 novembre - David Pelletier, pattinatore artistico su ghiaccio canadese
- 22 novembre - Jadrien Steele, attore statunitense
- 22 novembre - Iryna Žukova, pallavolista ucraina
- 23 novembre - Alessandro Alunni Bravi, dirigente sportivo italiano
- 23 novembre - Emanuela Corda, politica italiana
- 23 novembre - Sylvain Freiholz, ex saltatore con gli sci svizzero
- 23 novembre - Juventud Guerrera, wrestler messicano
- 23 novembre - Saku Koivu, ex hockeista su ghiaccio finlandese
- 23 novembre - Igors Korabļovs, ex calciatore e allenatore di calcio lettone
- 23 novembre - Johanna Martes Vidal, conduttrice televisiva dominicana
- 23 novembre - Nathan O'Neill, ciclista su strada e pistard australiano
- 23 novembre - Raffaella Paita, politica italiana
- 23 novembre - Stefano Polesel, ex calciatore e allenatore di calcio italiano
- 23 novembre - Alessandro Rinaldi, ex calciatore italiano
- 23 novembre - Malik Rose, ex cestista e dirigente sportivo statunitense
- 23 novembre - Eddy Serri, ex ciclista su strada italiano
- 23 novembre - Tora Suber, ex cestista e allenatrice di pallacanestro statunitense
- 24 novembre - Jana Beňová, scrittrice, poetessa e giornalista slovacca
- 24 novembre - Símun Eliasen, ex calciatore faroese
- 24 novembre - Cláudio Braga, allenatore di calcio e dirigente sportivo portoghese
- 24 novembre - Juan Carlos Guillamón, ex ciclista su strada spagnolo
- 24 novembre - Laurent Lagrand, ex calciatore francese
- 24 novembre - Tony Menezes, ex calciatore canadese
- 24 novembre - Stephen Merchant, sceneggiatore, regista e attore britannico
- 24 novembre - Machel Montano, cantante trinidadiano
- 24 novembre - Etienne Shew-Atjon, allenatore di calcio e ex calciatore olandese
- 24 novembre - Tarō Yamamoto, attore e politico giapponese
- 25 novembre - Jimmy Gomez, politico statunitense
- 25 novembre - Ramón González Expósito, ex calciatore spagnolo
- 25 novembre - Rami Imam, regista egiziano
- 25 novembre - Mario Maellaro, regista televisivo italiano
- 25 novembre - Kenneth Mitchell, attore canadese († 2024)
- 25 novembre - Sarah Monette, scrittrice statunitense
- 25 novembre - Alan Moore, allenatore di calcio e ex calciatore irlandese
- 25 novembre - Giampaolo Morelli, attore, sceneggiatore e conduttore televisivo italiano
- 25 novembre - Tali Noy, ex cestista israeliana
- 25 novembre - Hakan Serbes, ex attore pornografico tedesco
- 26 novembre - André Gumprecht, ex calciatore tedesco
- 26 novembre - Katrina Lenk, attrice e cantante statunitense
- 26 novembre - Stefano Lentini, compositore e musicista italiano
- 26 novembre - Tammy Lynn Michaels, attrice e blogger statunitense
- 26 novembre - Luca Minetti, ex pallanuotista e allenatore di pallanuoto italiano
- 26 novembre - Mazz Murray, attrice e cantante britannica
- 26 novembre - Roman Šebrle, ex multiplista ceco
- 26 novembre - Stuart Taylor, allenatore di calcio e ex calciatore scozzese
- 26 novembre - Paula Vázquez, conduttrice televisiva e attrice spagnola
- 27 novembre - Caterina Bonvicini, scrittrice italiana
- 27 novembre - Sacha Gros, ex sciatore alpino statunitense
- 27 novembre - Wendy Houvenaghel, ex ciclista su strada e ex pistard britannica
- 27 novembre - King ov Hell, bassista norvegese
- 27 novembre - Suchitra Krishnamoorthi, attrice indiana
- 27 novembre - Jennifer O'Dell, attrice statunitense
- 27 novembre - Parov Stelar, disc jockey e musicista austriaco
- 27 novembre - Tamás Szamosi, ex calciatore ungherese
- 28 novembre - Apl.de.ap, rapper filippino
- 28 novembre - Pascal Bedrossian, ex calciatore francese
- 28 novembre - Andrea Bermani, attore italiano
- 28 novembre - Valentino Bianchi, musicista italiano
- 28 novembre - Nancy Carroll, attrice britannica
- 28 novembre - Rob Conway, wrestler statunitense
- 28 novembre - Ben Crompton, attore britannico
- 28 novembre - Federico Gutiérrez, ingegnere e politico colombiano
- 28 novembre - Jörg Heckenbach, ex giocatore di football americano tedesco
- 28 novembre - Desmond Noel, ex calciatore grenadino
- 28 novembre - Daz Sampson, cantante britannico
- 28 novembre - Styles P, rapper statunitense
- 29 novembre - Stefano Balocco, bassista italiano
- 29 novembre - Lin Chiling, modella e attrice taiwanese
- 29 novembre - Pavol Demitra, hockeista su ghiaccio slovacco († 2011)
- 29 novembre - Cyril Dessel, dirigente sportivo e ex ciclista su strada francese
- 29 novembre - Andrea Fabbrini, dirigente sportivo e ex calciatore italiano
- 29 novembre - Gunnlaugur Jónsson, allenatore di calcio e ex calciatore islandese
- 29 novembre - Freddie Kitchens, allenatore di football americano statunitense
- 29 novembre - Neil McCarthy, ex rugbista a 15, allenatore di rugby a 15 e dirigente sportivo britannico
- 29 novembre - Arturo Mercado Jr., doppiatore, direttore del doppiaggio e attore messicano
- 29 novembre - Ol'ga Novokščenova, sincronetta russa
- 29 novembre - Mike Penberthy, ex cestista e allenatore di pallacanestro statunitense
- 29 novembre - Kōsuke Suzuki, attore giapponese
- 29 novembre - Bogusław Wyparło, ex calciatore polacco
- 30 novembre - Augustine Ahinful, ex calciatore ghanese
- 30 novembre - Domenico Gualdi, ex ciclista su strada italiano
- 30 novembre - Nate Hobgood-Chittick, giocatore di football americano statunitense († 2017)
- 30 novembre - Jérôme Ducros, pianista e compositore francese
- 30 novembre - Yuki Kaida, doppiatrice e conduttrice radiofonica giapponese
- 30 novembre - Karin Moroder, ex fondista italiana
- 30 novembre - Dave Morrison, ex calciatore inglese
- 30 novembre - Franck Perque, ex ciclista su strada e pistard francese
- 30 novembre - Arnaud Vincent, pilota motociclistico francese
- 30 novembre - Marina de Tavira, attrice messicana